# Acacia cochliacantha

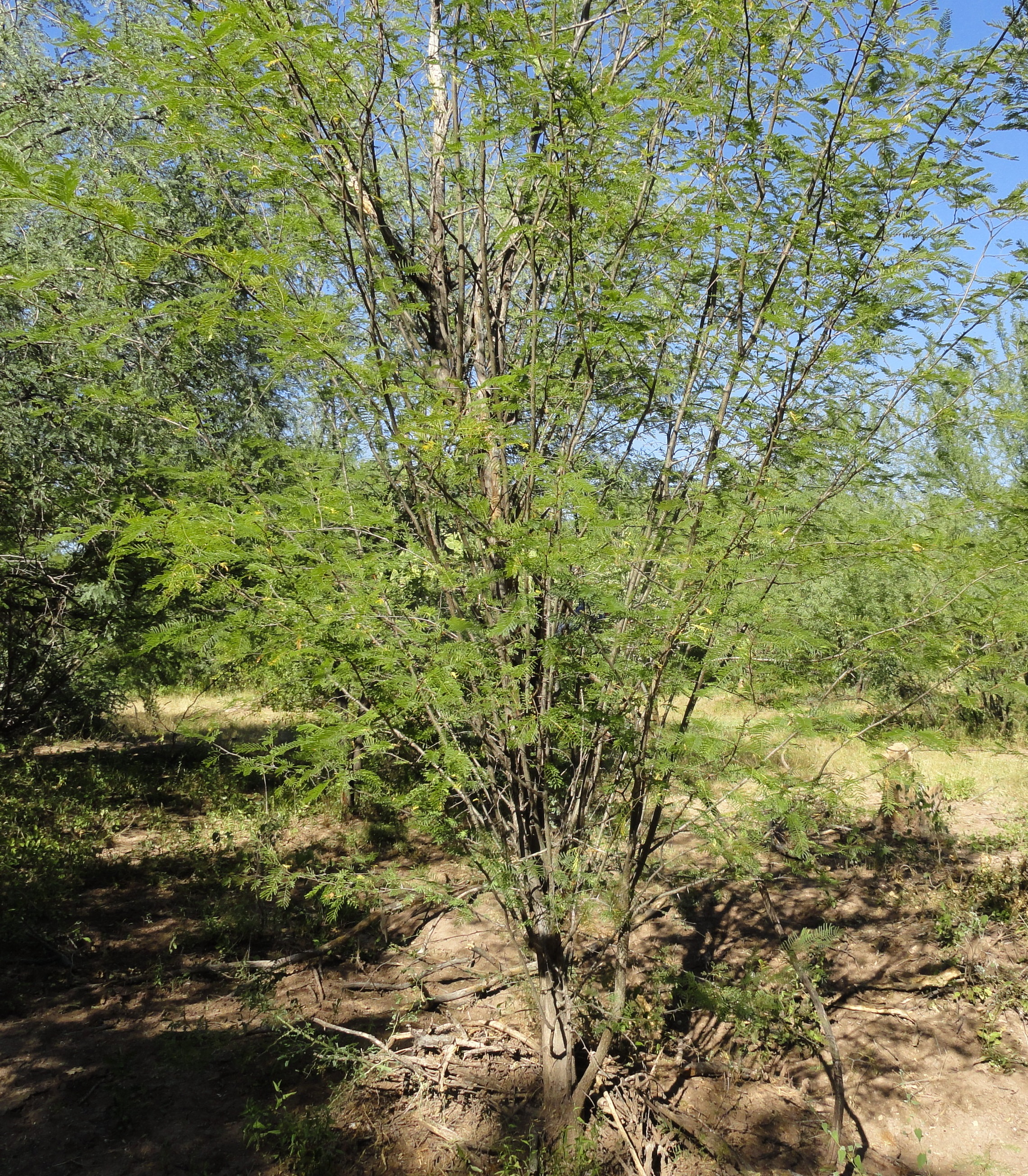
Acacia cochliacantha

El cucharito, también conocido como cubata (Acacia cochliacantha), es un arbusto caducifolio de la familia de las leguminosas. Alcanza hasta 4.5 m (metros) de alto. Sus ramas están armadas con espinas estipulares cóncavas en forma de cuchara hasta de 3.5 cm (centímetros) de largo, blanquecinas al madurar y rojizas cuando jóvenes. Las hojas tienen una glándula en el primer par de pinas. Tiene raquis de hasta 13.8 cm con 9 a 28 pares de pinas y con 22 a 39 pares por pinna. Sus flores están agrupadas en  cabezuelas amarillas. El fruto es una legumbre aplanada que no abre, de hasta 17 cm de largo. Crece en selvas secas y es abundante en lugares perturbados. Crece casi en todo México como un arbusto en lugares abiertos y expuestos al sol y malezoide indicador de disturbio por ganado vacuno y caprino. Su corteza tiene uso medicinal, el tallo se usa como combustible, el fruto por sus taninos y las hojas se han reportado usadas como forraje.

## Descripción
Es un arbusto o pequeño árbol que alcanza un tamaño  de hasta 4,5 m (metros) de altura. Las hojas son parecidas a pequeñas plumas, las ramas maduras crecen vistosas, las espinas de las ramillas son conspicuas. Sus flores son amarillas y sus frutos son vainas aplanadas de 10 cm (centímetros) de largo.

## Distribución y hábitat
Se encuentra en lugares con clima cálido, entre los 240 y los 1300 m s. n. m. (metros sobre el nivel del mar). Asociada al bosque tropical caducifolio y al matorral xerófilo.

## Toxicidad
Las especies del género Acacia pueden contener derivados de la dimetiltriptamina y glucósidos cianogénicos en las hojas, las semillas y la corteza, cuya ingestión por personas o por algún tipo de ganado puede suponer un riesgo para la salud.

## Propiedades
No se han detectado antecedentes históricos del uso medicinal de A. cochliacantha ni estudios farmacológicos que confirmen su efectividad.
El cocimiento de las ramas se emplea en Baja California Sur para tratar la cistitis, la uretritis y el dolor de riñones. Las hojas se utilizan en el Estado de México para curar el dolor estomacal, la diarrea, las enfermedades de la vejiga y la picadura del escorpión.

## Taxonomía
Acacia cochliacantha fue descrita por Humb. & Bonpl. ex Carl Ludwig Willdenow y publicado en Species Plantarum Editio quarta 4(2): 1081. 1806.
Etimología
Ver: Acacia: Etimología
cochliacantha: epíteto = en forma de cuchara, del griego.
Sinonimia
- Acacia cochliacantha S.Watson
- Acacia cymbacantha Benth.
- Acacia cymbispina Sprague & L.Riley
- Acacia milleriana Standl.
- Mimosa campechiana Mill.
- Mimosa cochliacantha Poir.
- Poponax campechiana (Mill.) Britton & Rose
- Poponax cymbispina (Sprague & L.Riley) Britton & R
- Poponax houghii Britton & Rose
- Vachellia campechiana f. houghii (Britton & Rose) Seigler & Ebinger[7][8]